# Municipio de Ash (condado de Pennington)
El municipio de Ash (en inglés: Ash Township) es un municipio ubicado en el condado de Pennington en el estado estadounidense de Dakota del Sur. En el año 2010 tenía una población de 20 habitantes y una densidad poblacional de 0,18 personas por km².

## Geografía
El municipio de Ash se encuentra ubicado en las coordenadas 44°13′21″N 102°11′47″O / 44.22250, -102.19639. Según la Oficina del Censo de los Estados Unidos, el municipio tiene una superficie total de 113.84 km², de la cual 113,53 km² corresponden a tierra firme y (0,27 %) 0,31 km² es agua.

## Demografía
Según el censo de 2010, había 20 personas residiendo en el municipio de Ash. La densidad de población era de 0,18 hab./km². De los 20 habitantes, el municipio de Ash estaba compuesto por el 85 % blancos, el 10 % eran afroamericanos, el 5 % eran amerindios. Del total de la población el 0 % eran hispanos o latinos de cualquier raza.